# Indústria dels semiconductors
| Tecnologia | Any   |
| ---------- | ----- |
| 10 um      | 1971  |
| 6 um       | 1974  |
| 3 um       | 1977  |
| 1,5 um     | 1982  |
| 1 um       | 1985  |
| 800 nm     | 1989  |
| 600 nm     | 1994  |
| 350 nm     | 1995  |
| 250 nm     | 1997  |
| 180 nm     | 1999  |
| 130 nm     | 2001  |
| 90 nm      | 2004  |
| 65 nm      | 2006  |
| 45 nm      | 2008  |
| 32 nm      | 2010  |
| 22 nm      | 2012  |
| 14 nm      | 2014  |
| 10 nm      | 2017  |
| 7 nm       | 2018  |
| 5 nm       | 2019  |
| 3 nm       | ~2021 |
| 2 nm       | ~2023 |

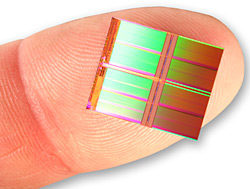
Fig.1 Exemple de tecnologia de

La indústria dels semiconductors és el conjunt d'empreses que es dediquen al disseny i fabricació de semiconductors i dispositius semiconductors, com ara transistors i circuits integrats. Es va formar al voltant de 1960, un cop la fabricació de dispositius semiconductors es va convertir en un negoci viable. Des de llavors, els ingressos anuals de vendes de semiconductors de la indústria han crescut moltíssim. El 2019, el 32,4% del segment del mercat de semiconductors era per a xarxes i dispositius de comunicacions.
La indústria es basa en el model de fosa, que consisteix en plantes de fabricació de semiconductors (fones) i operacions de disseny de circuits integrats, cadascuna pertanyent a empreses o filials separades. Algunes empreses, conegudes com a fabricants de dispositius integrats, dissenyen i fabriquen semiconductors. El model de foneria ha donat lloc a la consolidació entre foneries. A partir del 2021, només tres empreses poden fabricar els semiconductors més avançats: TSMC de Taiwan, Samsung de Corea del Sud i Intel dels Estats Units. Part d'això es deu als alts costos de capital de la construcció de foneries. L'última fàbrica de TSMC, capaç de fabricar semiconductors de procés de 3 nm i acabada el 2020, va costar 19.500 milions de dòlars.

Les empreses més grans del sector per xifra de negoci:
| Rank | 2023     | 2020     | 2018     | 2017     | 2011     | 2006      |
| ---- | -------- | -------- | -------- | -------- | -------- | --------- |
| 1    | TSMC     | Intel    | Samsung  | Samsung  | Intel    | Intel     |
| 2    | Intel    | Samsung  | Intel    | Intel    | Samsung  | Samsung   |
| 3    | Samsung  | TSMC     | SK Hynix | TSMC     | TSMC     | TI        |
| 4    | Nvidia   | SK Hynix | TSMC     | SK Hynix | TI       | Toshiba   |
| 5    | Qualcomm | Micron   | Micron   | Micron   | Toshiba  | ST        |
| 6    | Broadcom | Qualcomm | Broadcom | Broadcom | Renesas  | Renesas   |
| 7    | SK Hynix | Broadcom | Qualcomm | Qualcomm | Qualcomm | Hynix     |
| 8    | AMD      | Nvidia   | Toshiba  | TI       | ST       | Freescale |
| 9    | Infineon | TI       | TI       | Toshiba  | Hynix    | NXP       |
| 10   | ST       | Infineon | Nvidia   | Nvidia   | Micron   | NEC       |